# Thomas Ravenscroft
Thomas Ravenscroft (vers 1582, Dodleston, Cheshire - 1635, Londres) était un compositeur britannique, théoricien et éditeur, connu pour ses rounds (canons à l'unisson ou à l'octave) et aussi pour des transcriptions de musiques traditionnelles britanniques.
Il chanta probablement dans le chœur de la cathédrale Saint-Paul, où il reçut une formation complète : en effet, de 1594 jusqu'en 1600, le nom d'un « Thomas Raniscroft » apparaît parmi les membres du chœur, alors dirigé par Thomas Giles : il s'agit très certainement de lui. Il fut reçu au baccalauréat, probablement en 1605, à l'Université de Cambridge.
Son gisant se trouve dans l'église Saint-Jean-Baptiste de Barnet.